# Tiffany Cohen
Tiffany Cohen (Culver City, 11 de junio de 1966) es una nadadora estadounidense retirada especializada en pruebas de media y larga distancia estilo libre, donde consiguió ser campeona olímpica en 1984 en los 400 y 800 metros.

## Carrera deportiva
En los Juegos Olímpicos de Los Ángeles 1984 ganó la medalla de oro en los 400 metros libre —con un tiempo de 4:04.10 segundos que fue récord olímpico, por delante de las británicas Sarah Hardcastle y June Croft— y en los 800 metros libre, con un tiempo de 8:24.95 segundos que también fue récord olímpico, por delante de su compatriota Michelle Richardson y de nuevo la británica Sarah Hardcastle.